# Scleropodium californicum
Scleropodium californicum är en bladmossart som beskrevs av Kindberg 1888. Scleropodium californicum ingår i släktet Scleropodium och familjen Brachytheciaceae. Inga underarter finns listade i Catalogue of Life.